# College Rock Stars
Pour plus de détails, voir Fiche technique et Distribution.
College Rock Stars (Bandslam) est un film américain réalisé par Todd Graff sorti le 14 août 2009 aux États-Unis et le 12 août 2009 en France.

## Synopsis
Charlotte Barnes, la fille la plus populaire du lycée, décide que Will Burton, un garçon pas comme les autres soit le "manager" de leur groupe. C'est son immense culture musicale et sa passion qui vont l'aider à enfin se faire des amis, qu'il n'avait pas dans son ancien lycée. Ensemble, ils vont accéder au plus grand événement de l'année, le Bandslam, durant lequel ils vont se mesurer aux meilleurs. Le manager va devoir faire face à la réputation de son père, ivrogne et assassin, que par malheur un étudiant va découvrir. Cela va changer la vie de Will mais par chance, il pourra compter sur une autre solitaire, la belle et mystérieuse Sa5m (le 5 est muet), et ses nouveaux amis musiciens pour traverser le chemin semé d’embûches vers le Bandslam.

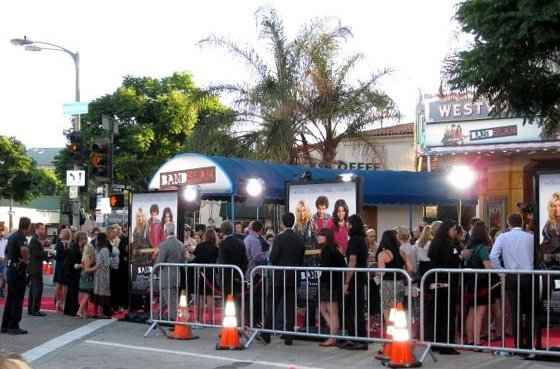
Première de Bandslam à Los Angeles en 2009.

## Fiche technique
- Titre original : Bandslam
- Titre québécois : Bandslam
- Titre français : Collège Rock Stars
- Réalisation : Todd Graff
- Scénario : Josh A. Cagan et Todd Graff
- Production : Elaine Goldsmith-Thomas, Ron Schmidt et Marisa Yeres
- Photographie : Eric Steelberg
- Montage : John Gilbert
- Musique : Joseph Magee et Linda Cohen
- Distribution : Summit Entertainment
- Budget : $20 millions USD
- Langue : Anglais

## Distribution
- Gaelan Connell (en) (VF : Franck Lorrain ; VQ : Nicolas Bacon) : Will Burton
- Vanessa Hudgens (VF : Adeline Chetail ; VQ : Kim Jalabert) : Sam
- Lisa Kudrow (VF : Barbara Delsol ; VQ : Nathalie Coupal) : Karen Burton
- Alyson Michalka (VF : Alexandra Garijo ; VQ : Rose-Maïté Erkoreka) : Charlotte Barnes
- Ryan Donowho (VF : Stanislas Crevillen ; VQ : Nicolas Charbonneaux-Collombet) : Basher Martin
- Scott Porter (VF : Donald Reignoux ; VQ : Alexandre Fortin) : Ben
- David Bowie : Lui-même
- Charlie Saxton (VF : Paolo Domingo ; VQ : Gabriel Lessard) : Bug (Version Française : Fly)
- Osric Chau (VF : Romain Redler ; VQ : Marc St-Martin) : Omar
- Elvy Yost (VQ : Julie Beauchemin) : Irene Lerman
- Lisa Chung : Kim

## Discographie
1. "Rebel Rebel" (Performed by David Bowie) — 4:30
2. "Amphetamine" (Performed by I Can't Go On, I'll Go On featuring Alyson Michalka) — 3:18
3. "24 Hours" (Performed by Shack) — 4:12
4. "Where Are You Now" (Performed by Honor Society) — 3:49
5. "Lunar One" (Performed by Seventeen Evergreen) — 3:59
6. "Femme Fatale" (Performed by The Velvet Underground & Nico) — 2:38
7. "Twice Is Too Much" (Performed by Exist) — 4:15
8. "Road" (Performed by Nick Drake) — 2:01
9. "Someone to Fall Back On" (Performed by I Can't Go On, I'll Go On featuring Alyson Michalka) — 4:16
10. "I Want You to Want Me" (Performed by Aly Michalka) — 3:36
11. "Pretend" (Performed by Scott Porter and The Glory Dogs) — 4:25
12. "Stuck in the Middle" (Performed by The Burning Hotels) — 3:17
13. "Blizzard Woman Blues" (Performed by The Daze) — 3:28
14. "Everything I Own" (Performed by I Can't Go On, I'll Go On featuring Vanessa Hudgens) — 5:41
15. "What Light" (Performed by Wilco) — 3:33